# Telscombe
Telscombe är en civil parish i Storbritannien.   Den ligger i grevskapet East Sussex och riksdelen England, i den södra delen av landet, 80 km söder om huvudstaden London. Antalet invånare är 7 146. Arean är 4,7 kvadratkilometer.
Terrängen i Telscombe är platt.